# Isla de las Palomas (Cartagena)

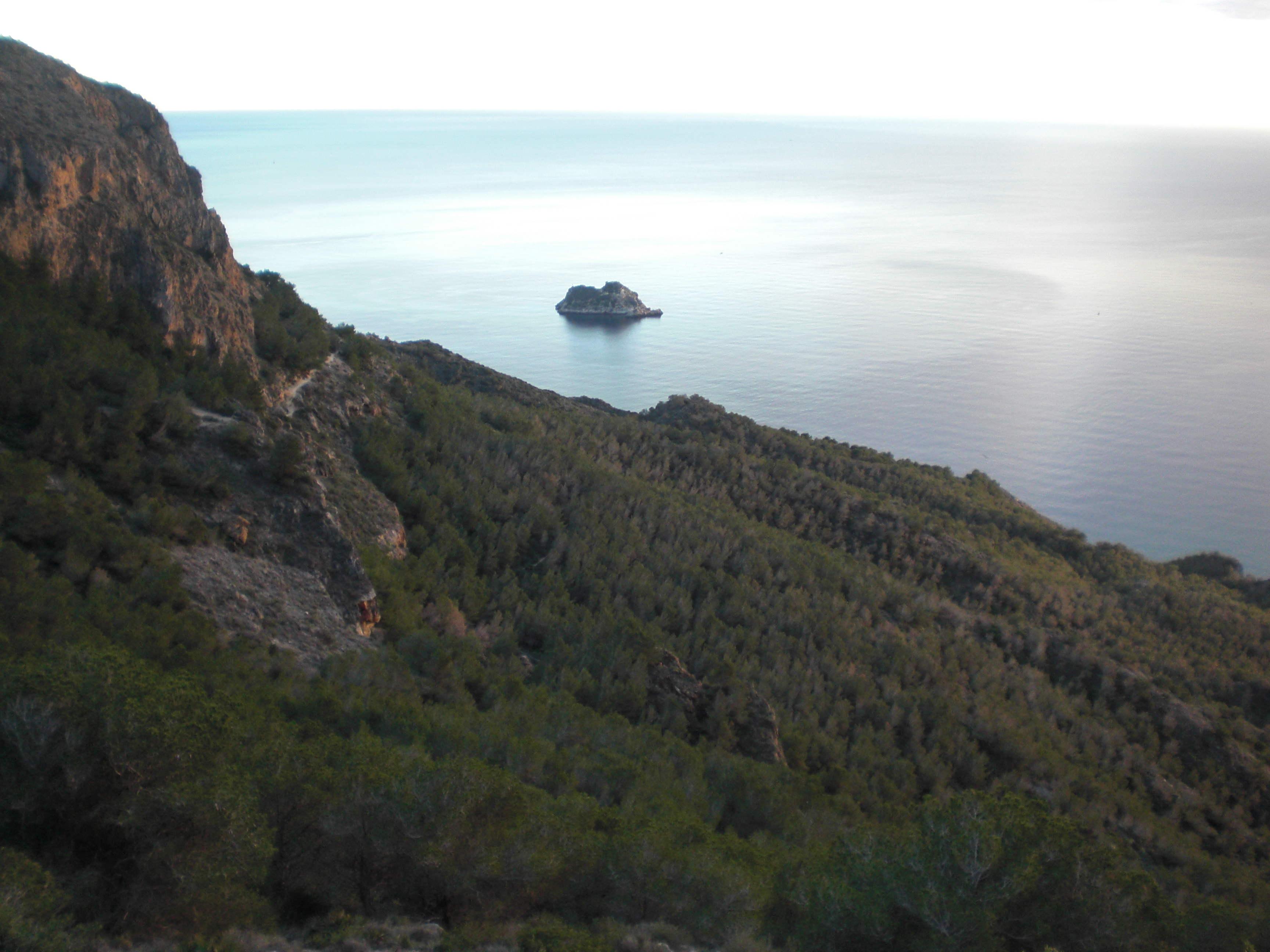
Isla de las Palomas desde el Monte Roldán.

La isla de las Palomas es una pequeña isla de forma cónica y de 1,2 hectáreas de superficie situada muy destacadamente a 6 kilómetros al suroeste del puerto de la ciudad española de Cartagena (Región de Murcia), y a 1 km de la costa más cercana. Es inhóspita y pedregosa, y su cima está completamente cubierta de guano debido a ser posadero de muchas aves marinas. Ha sido declarada Área de Protección de la Fauna Silvestre y Espacio Natural Protegido como una de las Islas e Islotes del Litoral Mediterráneo de la Región de Murcia.

Entre los años 2007 y 2008, una prospección arqueológica con medios electrónicos documentó la existencia de varios pecios en los alrededores de la isla.